# Sirseni
Sirseni (en népalais : सिर्सेनी) est un comité de développement villageois du Népal situé dans le district de Gulmi. Au recensement de 2011, il comptait 3 329 habitants.